# Body and Soul (canción)
«Body and Soul» —en español: «Cuerpo y alma»— es una canción clásica del repertorio melódico estadounidense, compuesta en 1930 y grabada desde entonces por múltiples artistas como Ella Fitzgerald, Billie Holiday y Frank Sinatra. 
Los autores de la canción son: Johnny B. Green (música) y Robert B. Sour, Edward Heyman y Frank Eyton (letra). La compusieron para la actriz y cantante inglesa Gertrude Lawrence, y pronto se hizo popular en Estados Unidos. En 1947 dio título a una película clásica de boxeo, protagonizada por John Garfield. 

## Versión de Amy Winehouse y Tony Bennett
Una versión ya del siglo XXI muy celebrada es la grabada a dúo por la cantante londinense Amy Winehouse y Tony Bennett para el álbum Duets II. Fue, que se sepa, el último trabajo grabado por Winehouse; se registró hacia marzo de 2011, unos cuatro meses antes de su fallecimiento. La canción fue incluida en el álbum recopilatorio Lioness: Hidden Treasures de Amy, y salió como primer sencillo, tanto del disco de Winehouse como del Duets II de Bennett. El tema recibió un Premio Grammy en la 54.ª edición en la categoría de Mejor Interpretación Pop de Dúo o Grupo.

## Video musical

### Filmación
El video se filmó durante el 2011 con la dirección de Amy Winehouse. El video se estrenó en YouTube el 14 de septiembre de 2011.

### Trama
El video se llevó a cabo en un estudio de grabación de canciones donde Amy y Tony cantan. También hay otro vídeo filtrado por Tony que le hacen una entrevista a Amy, siendo su última entrevista antes de morir.

### Posicionamiento en listas
| Listas (2011)                         | Máxima posición |
| ------------------------------------- | --------------- |
| Alemania (Offizielle Deutsche Charts) | 31              |
| Australia (ARIA)                      | 97              |
| Austria (Ö3 Austria Top 40)           | 36              |
| Bélgica (Flandes) (Ultratop 50)       | 13              |
| Bélgica (Valonia) (Ultratop 50)       | 30              |
| España (Top 100 Canciones)            | 14              |
| Estados Unidos Billboard Hot 100      | 87              |
| Francia (SNEP)                        | 27              |
| Italia (FIMI)                         | 12              |
| Japón (Japan Hot 100)                 | 84              |
| Países Bajos (Mega Single Top 100)    | 9               |
| Reino Unido (UK Singles Chart)        | 40              |
| Suiza (Schweizer Hitparade)           | 35              |